# Chilorhinophis
Genre
Chilorhinophis est un genre de serpents de la famille des Lamprophiidae. 

## Répartition
Les 2 espèces de ce genre se rencontrent en Afrique subsaharienne.

## Description
Ce sont des serpents venimeux.

## Liste d'espèces
Selon The Reptile Database (3 septembre 2014) :
- Chilorhinophis butleri Werner, 1907
- Chilorhinophis gerardi (Boulenger, 1913)

## Publication originale
- Werner, 1908 "1907" : Ergebnisse der mit Subvention aus der Erbschaft Treitl unternommenen zoologischen Forschungsreise Dr. Franz Werners nach dem agyptischen Sudan und Nord-Uganda. XII. Die Reptilien und Amphibien. Sitzungsberichte der Kaiserlichen Akademie der Wissenschaften, Mathematisch-Naturwissenschaftliche, vol. 116, p. 1823-1926.